# Гёйджали
Гёйджали (азерб. Göycəli) — село в Гёйджалинском административно-территориальном округе Акстафинского района Азербайджана.

## Этимология
Топоним происходит от гидронима Гёйча (Гокча).

## История
Село Гегджалы в 1913 году согласно административно-территориальному делению Елизаветпольской губернии относилось к Гёйджалинскому сельскому обществу Казахского уезда.
В 1926 году согласно административно-территориальному делению Азербайджанской ССР село относилось к Казахскому уезду.
С 24 января 1939 года село входило в состав Акстафинского района, который 4 декабря 1959 года был ликвидирован, а населенный пункт передан в состав Казахского района.
Согласно административному делению 1961 и 1977 года село Гёйджали входило в Кечаскерский сельсовет Казахского района Азербайджанской ССР.
24 апреля 1990 года село передано в состав новообразованного Акстафинского района.
В 1999 году в Азербайджане была проведена административная реформа и внутри Гёйджалинского административно-территориального округа был учрежден Гёйджалинский муниципалитет Акстафинского района.

## География
Гёйджали расположен на берегу реки Гасансу.
Село находится в 10 км от райцентра Акстафа и в 462 км от Баку. Ближайшая железнодорожная станция — Татлу.
Село находится на высоте 455 метров над уровнем моря. Вблизи расположена гора Баязытлы (475,3 м).

## Население
| Численность населения | Численность населения | Численность населения |
| 1886                  | 1999                  | 2009                  |
| --------------------- | --------------------- | --------------------- |
| 1460                  | ↗2278                 | ↗2458                 |

В 1886 году в селе проживало 1460 человек, все — азербайджанцы, по вероисповеданию — мусульмане-шииты.
Население преимущественно занимается виноградарством и животноводством.

### Известные уроженцы
- Видади Гусейн оглы Алиев — народный артист Азербайджана.

## Климат
| Показатель                    | Янв. | Фев. | Март | Апр. | Май  | Июнь | Июль | Авг. | Сен. | Окт. | Нояб. | Дек. | Год  |
| ----------------------------- | ---- | ---- | ---- | ---- | ---- | ---- | ---- | ---- | ---- | ---- | ----- | ---- | ---- |
| Средний суточный максимум, °C | 6,1  | 7,5  | 12,6 | 19,5 | 24,5 | 28,6 | 32,0 | 31,2 | 26,9 | 20,3 | 13,3  | 8,2  | 18,7 |
| Средняя температура, °C       | 1,9  | 3,1  | 7,5  | 13,5 | 18,4 | 22,5 | 25,7 | 25,1 | 20,9 | 14,8 | 8,8   | 4,0  | 13,9 |
| Средний суточный минимум, °C  | −2,3 | −1,2 | 2,4  | 7,6  | 12,4 | 16,4 | 19,5 | 19,0 | 15,0 | 9,3  | 4,3   | −0,1 | 9,1  |
| Норма осадков, мм             | 18   | 26   | 31   | 41   | 65   | 58   | 33   | 30   | 27   | 36   | 27    | 16   | 408  |

Среднегодовая температура воздуха в селе составляет +13,9 °C. В селе полупустынный климат.

## Инфраструктура
В советское время в селе располагался виноградарский колхоз.
В селе расположены полная средняя школа, детский ясли-сад, библиотека, дом культуры, врачебный пункт и мечеть.